# Trichosilia arctica
Trichosilia arctica är en fjärilsart som beskrevs av Vladimir S. Kononenko 1981. Trichosilia arctica ingår i släktet Trichosilia och familjen nattflyn. Inga underarter finns listade i Catalogue of Life.